# Karos (Południowa Afryka)
Karos – miejscowość w Południowej Afryce, w prowincji Przylądkowej Północnej. Leży nad rzeką Oranje i około 35 km na wschód od miasta Upington, siedziby władz dystryktu ZF Mgcawu i gminy Dawid Kruiper. Przez miejscowość przebiega droga krajowa N10. Karos zajmuje powierzchnię 0,80 km². Według spisu ludność przeprowadzonego w 2011 znajdowało się tu 326 gospodarstwach domowych i zamieszkiwało 1249 osób, spośród których 91,03% to Koloredzi, a 96,64% posługiwało się językiem afrikaans.